# The Sweet Escape Tour
The Sweet Escape Tour è il secondo tour di concerti della cantante statunitense Gwen Stefani. Il tour iniziò nell'aprile 2007 in supporto al suo secondo album solista, The Sweet Escape.

## Informazioni sul tour

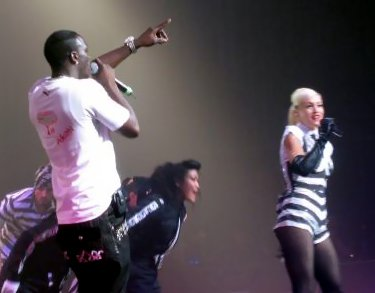
Gwen Stefani e Akon insieme sul palco per The Sweet Escape

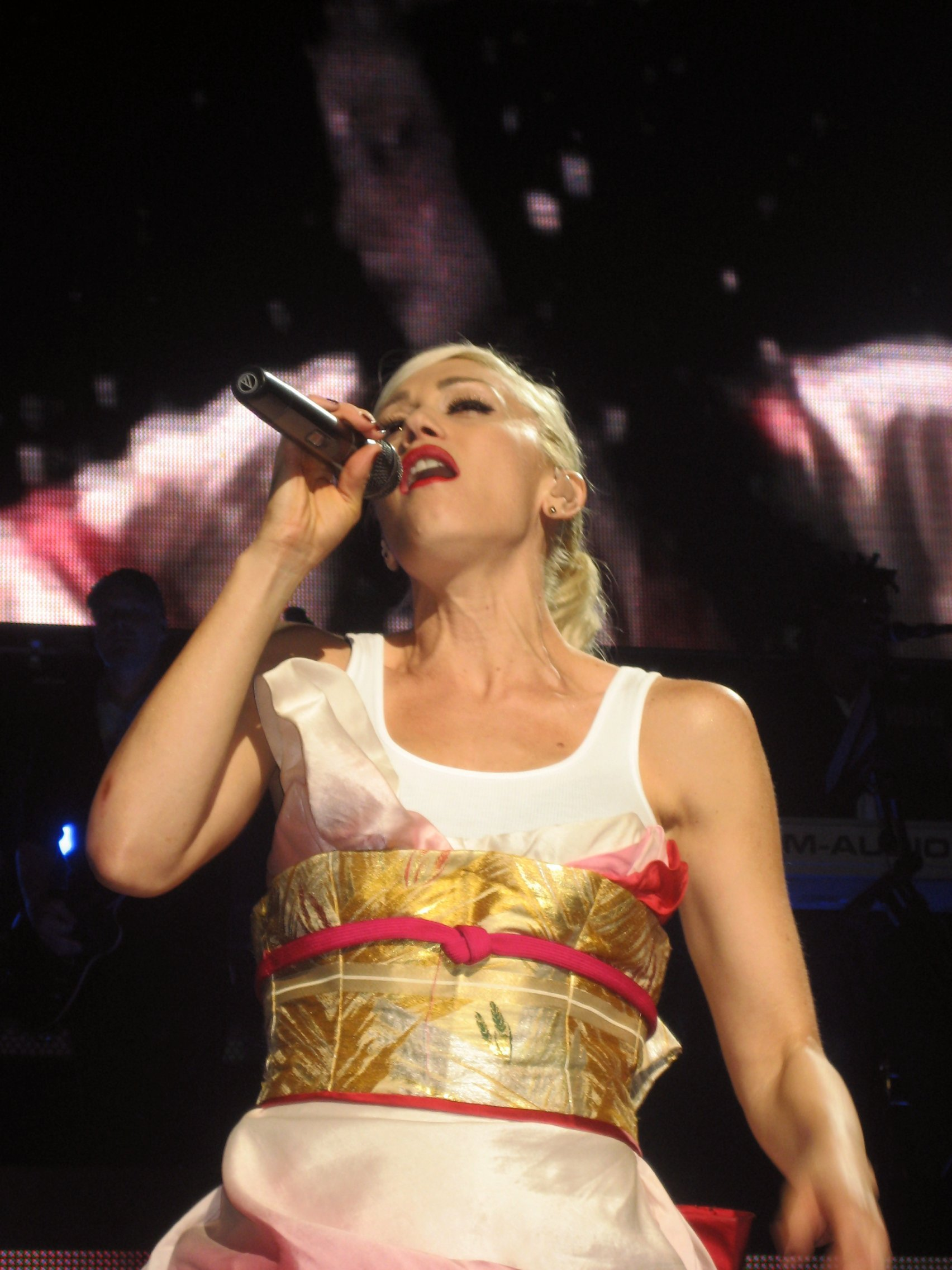
Gwen Stefani canta Early Winter

La tournée di concerti seguì il precedente Harajuku Lovers Tour di Gwen Stefani. Diversamente dal precedente tour, che visitò solo il Nord America, questo fu un tour mondiale, lungo il doppio. Fu l'ultima impresa solista di Gwen Stefani, che si riunì alla sua band No Doubt concluso questo tour.
Lo show di Gwen Stefani stupiva innanzitutto per l'utilizzo di scenografie appariscenti, come le sbarre di una prigione per la prima canzone del set, "The Sweet Escape", una band di sei elementi e un megaschermo di sfondo che proiettava vari video e animazioni.
Il tour fu accompagnato da alcune controversie. Un gruppo di studenti affiliati all'Unione Nazionale dei Giovani Studenti Musulmani Malesi boicottò il concerto di Gwen Stefani previsto per il 21 agosto a Kuala Lumpur. Il vicepresidente dell'unione, Abdul Muntaqim dichiarò: "La sua esibizione e il suo abbigliamento non si confanno alla nostra cultura. Promuove un certo grado di oscenità e ciò incoraggerebbe i giovani ad emulare lo stile di vita occidentale. Il concerto dovrebbe essere fermato". L'organizzazione della serata, commissionata a Maxis Communications, ribatté: "Gwen Stefani ha confermato che il suo concerto non includerà alcun abito succinto. Seguirà le direttive delle autorità malesi per assicurarsi che lo show non sia offensivo per la sensibilità locale."
Ad aprile Akon si attirò delle critiche per aver ballato provocatoriamente, seppur per scherzo, con una quindicenne figlia di un pastore protestante in un club di Trinidad e Tobago. In seguito a ciò lo sponsor del tour, Verizon Wireless, rinunciò alla sponsorizzazione.
Gwen Stefani donò i 166.000 dollari ricavati dal concerto del 30 ottobre a San Diego all'associazione benefica "The San Diego Foundation".
Durante i concerto del 22 e 23 giugno ad Irvine (California), Gwen Stefani fu raggiunta sul palco dai membri dei No Doubt. Insieme interpretarono le canzoni "Just a Girl", "Spiderwebs", "Sunday Morning", "Hella Good" e la loro cover dei Talk Talk "It's My Life".
Il tour fu un successo commerciale. Fu il 23º tour di maggior successo negli Stati Uniti nel 2007. Il tour ricavò 30.511.669 dollari dopo 55 concerti negli States, di cui 53 con il tutto-esaurito.

## Sinossi

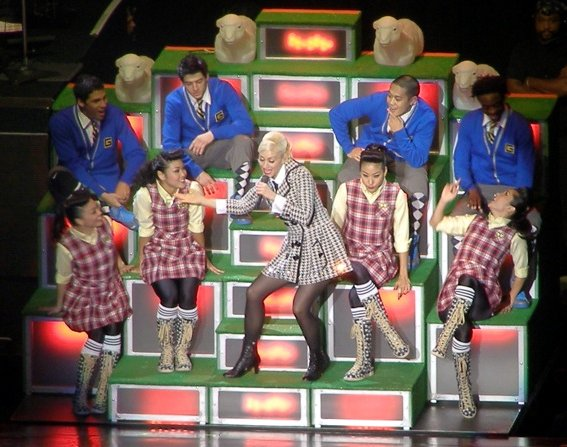
Gwen Stefani e i ballerini durante Wind It Up

Lo spettacolo inizia con una breve intro, durante la quale viene proiettato un video sullo schermo e i ballerini entrano in scena. Poco dopo, Gwen Stefani entra in scena all'interno di una gabbia gialla, ed esegue The Sweet Escape insieme al rapper Akon. Successivamente, la cantante indossa un gilet e un mantello neri, per eseguire Rich Girl accompagnata da alcune ballerine vestite in modo simile a lei. In seguito, Gwen torna in scena indossando un abito da cuoca ed esegue Yummy. I ballerini abbandonano poi il palco, lasciando l'artista sola per la performance di 4 in the Morning. Dopo, Stefani canta Luxurious con una scenografia ispirata al Giappone, per poi mettere il suo microfono in un'asta ed eseguire il brano Early Winter.
La seconda sezione si apre con la celebre Wind It Up, per la quale Gwen Stefani indossa una giacca argentata con i bordi e i bottoni neri. Seguono Fluorescent e Danger Zone. Durante quest'ultimo brano, l'artista è sola sul palco con una camicia a scacchi e dei mini-shorts rossi. La canzone che segue è la hit Hollaback Girl, con una struttura verde presente in scena e una gigantesca "G" luminosa che viene calata dal soffitto. Qualche momento dopo, gli schermi diventano rossi e la cantante riappare insieme al corpo di ballo, con dei pantaloni neri e una maglietta a strisce per l'esecuzione di Now That You Got It. Successivamente, le luci diventano viola, e viene eseguito un medley di Don't Get It Twisted e Breaking Up con una coreografia elaborata, per poi passare a Cool. Mentre canta quest'ultima, Gwen Stefani passa per il pubblico e tocca loro le mani. Quando l'atmosfera si calma e le luci diminuiscono la loro luminosità, la band si avvicina di più al pubblico e viene eseguita Wonderful Life. Durante Orange Country Girl invece, i ballerini eseguono svariate mosse di break dance insieme all'artista.

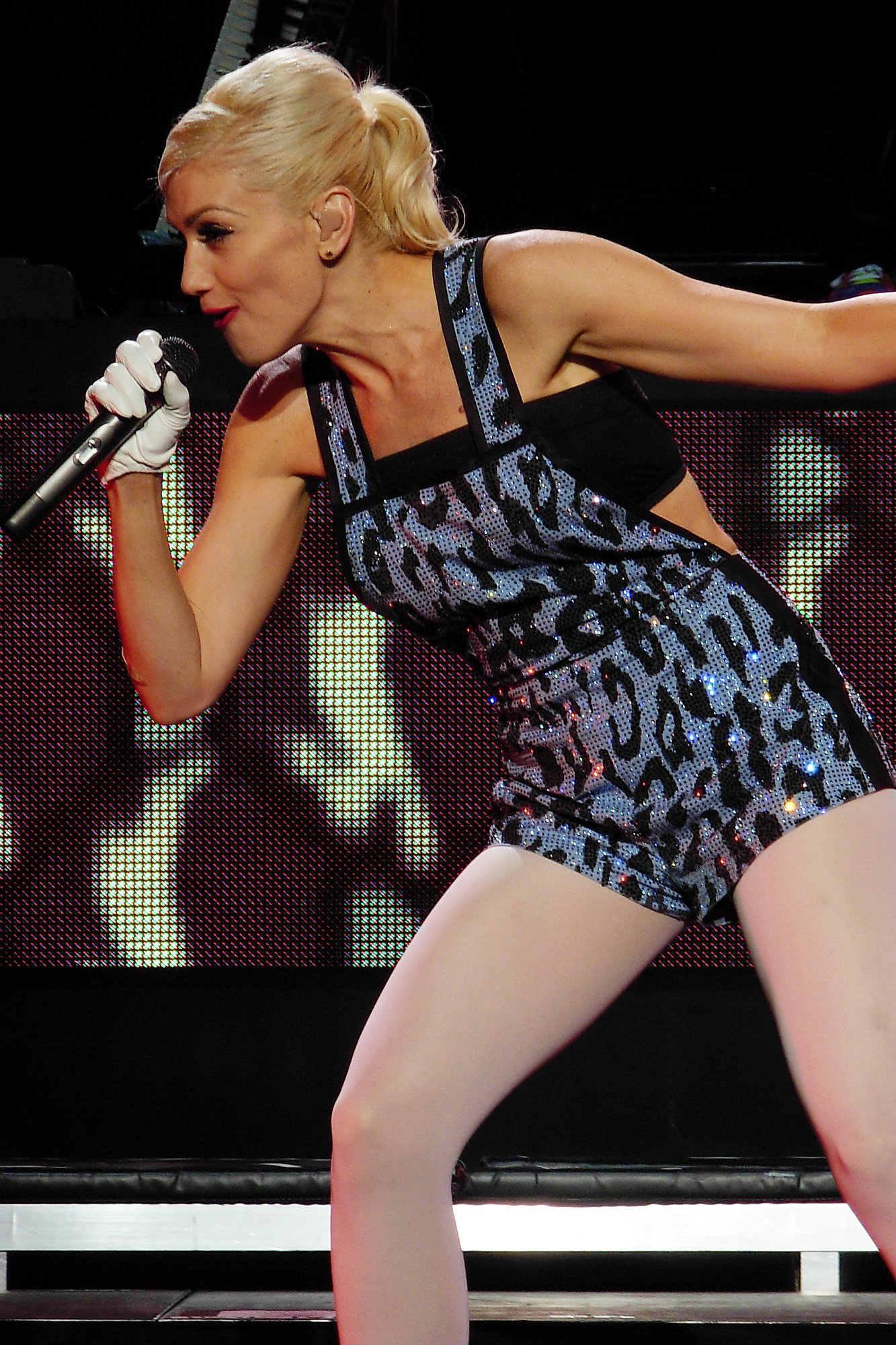
Gwen Stefani chiude lo show con What You Waiting For?

L'ultima parte dello show ha inizio con una nuova versione di The Real Thing, per la quale partecipa anche il cantante Gail Ann Dorsey. La penultima canzone dello show è U Started It, cantata da Gwen Stefani con soltanto la sua band sul palco. Come finale, si assiste alla performance di uno dei brani rimasti tutt'ora tra i più celebri della cantante, ossia What You Waiting For?, al termine della quale lei e i ballerini si inchinano e ringraziano il pubblico.

## Recensioni
The Sweet Escape tour fu generalmente apprezzato dalla critica.
Christina Fuoco-Karasinski di Livedaily scrisse: "Il ritmo dello spettacolo era impeccabile. Anziché silenzio oppure sciocchi monologhi tra le canzoni, la band della Stefani suonava degli interludi musicali, oppure si esibivano i ballerini."
Katrina-Kasey Wheeler di PopMatters apprezzò le scenografie, scrivendo: "Ogni cosa dalla scaletta alla componente visiva e le scenografie emanava un'aura di grandezza" e "...anni dopo che Gwen Stefani ha fatto la sua prima apparizione come personaggio principale nel mondo della musica pop, ha finalmente uno show degno del suo nome".
Chris Macias di Sacbee apprezzò il concerto, definendolo "È in parte una vivacissima manifestazione, in parte musical di Broadway, in più un sacco di breakdance da parte dei ballerini della Stefani".
Qualche recensione fu maggiormente negativa. Joan Anderman di Boston.com sottolineò "...le sue note sbagliate di sempre" definendole in modo ambiguo "parte di una personalità autentica piuttosto che di una pop star standardizzata."
T. Michael Crowell di Sign On San Diego scrisse: "La sua gamma vocale è limitata, e la sua tonalità non è sempre precisa."

## Registrazioni
Gwen filmò il DVD del Sweet Escape Tour il 30 ottobre 2007 a San Diego (California). Per questa occasione speciale interpretò la canzone U Started It. Durante questo concerto interpreta Cool in mezzo al pubblico.

## Artisti di apertura
- Akon (Nord America)
- Brick & Lace (Nord America)
- Shirley Manson (Nord America)
- Hoku Ho (Hawaii)
- The Hall Effect (Colombia, Nord America)
- Lady Sovereign (Nord America)
- Maria José (Messico)
- Plastilina Mosh (Monterrey)
- Gym Class Heroes (Oceania)
- CSS (Europa)
- Sean Kingston (Nord America)
- OneRepublic (Nord America)

## Scaletta del tour
1. "The Sweet Escape" (con Akon)
2. "Rich Girl"
3. "Yummy"
4. "4 in the Morning"
5. "Luxurious"
6. "Early Winter"
7. "Wind It Up"
8. "Fluorescent" 1
9. "Danger Zone"
10. "Hollaback Girl"
11. "Now That You Got It"
12. Medley: "Don't Get It Twisted / "Breakin' Up"
13. "Cool"
14. "Wonderful Life"
15. "Orange County Girl"
16. "The Real Thing" (Wendy and Lisa Slow Jam Mix)
17. "U Started It" 1
18. "What You Waiting For?"

1 Interpretata solo ad alcuni concerti.

## Date del Tour
| Data              | Città             | Paese           | Luogo di esibizione                       |
| Nord America      | Nord America      | Nord America    | Nord America                              |
| ----------------- | ----------------- | --------------- | ----------------------------------------- |
| 21 aprile 2007    | Las Vegas         | Stati Uniti     | Pearl Concert Theater                     |
| 22 aprile 2007    | San Diego         | Stati Uniti     | Coors Amphitheatre                        |
| 24 aprile 2007    | Fresno            | Stati Uniti     | Save Mart Center                          |
| 25 aprile 2007    | Bakersfield       | Stati Uniti     | Rabobank Arena                            |
| 27 aprile 2007    | Los Angeles       | Stati Uniti     | Gibson Amphitheatre                       |
| 28 aprile 2007    | Phoenix           | Stati Uniti     | Cricket Wireless Pavilion                 |
| 30 aprile 2007    | Salt Lake City    | Stati Uniti     | E Center                                  |
| 2 maggio 2007     | Denver            | Stati Uniti     | Pepsi Center                              |
| 3 maggio 2007     | Albuquerque       | Stati Uniti     | Journal Pavilion                          |
| 5 maggio 2007     | Dallas            | Stati Uniti     | Smirnoff Music Centre                     |
| 6 maggio 2007     | Houston           | Stati Uniti     | Cynthia Woods Mitchell Pavilion           |
| 8 maggio 2007     | Tampa             | Stati Uniti     | Ford Amphitheatre                         |
| 9 maggio 2007     | West Palm Beach   | Stati Uniti     | Sound Advice Amphitheatre                 |
| 11 maggio 2007    | Atlanta           | Stati Uniti     | HiFi Buys Amphitheatre                    |
| 12 maggio 2007    | Charlotte         | Stati Uniti     | Verizon Wireless Amphitheatre             |
| 14 maggio 2007    | Raleigh           | Stati Uniti     | Alltel Pavilion                           |
| 15 maggio 2007    | Virginia Beach    | Stati Uniti     | Verizon Wireless Amphitheatre             |
| 17 maggio 2007    | Washington, D.C.  | Stati Uniti     | Nissan Pavilion                           |
| 18 maggio 2007    | Holmdel           | Stati Uniti     | PNC Bank Arts Center                      |
| 20 maggio 2007    | Wantagh           | Stati Uniti     | Jones Beach Theatre                       |
| 21 maggio 2007    | Uncasville        | Stati Uniti     | Mohegan Sun Arena                         |
| 23 maggio 2007    | Boston            | Stati Uniti     | Tweeter Center                            |
| 24 maggio 2007    | Camden            | Stati Uniti     | Tweeter Center at the Waterfront          |
| 27 maggio 2007    | Atlantic City     | Stati Uniti     | Borgata Events Center                     |
| 29 maggio 2007    | Montréal          | Canada          | Bell Centre                               |
| 30 maggio 2007    | Toronto           | Canada          | Air Canada Centre                         |
| 1º giugno 2007    | Detroit           | Stati Uniti     | The Palace of Auburn Hills                |
| 2 giugno 2007     | Indianapolis      | Stati Uniti     | Verizon Wireless Music Center             |
| 4 giugno 2007     | Omaha             | Stati Uniti     | Qwest Center                              |
| 5 giugno 2007     | Saint Paul        | Stati Uniti     | Xcel Energy Center                        |
| 7 giugno 2007     | London            | Canada          | John Labatt Centre                        |
| 8 giugno 2007     | Chicago           | Stati Uniti     | First Midwest Bank Amphitheatre           |
| 10 giugno 2007    | Winnipeg          | Canada          | MTS Centre                                |
| 12 giugno 2007    | Edmonton          | Canada          | Rexall Place                              |
| 13 giugno 2007    | Calgary           | Canada          | Pengrowth Saddledome                      |
| 15 giugno 2007    | Vancouver         | Canada          | GM Place                                  |
| 16 giugno 2007    | Seattle           | Stati Uniti     | White River Amphitheatre                  |
| 18 giugno 2007    | Sacramento        | Stati Uniti     | Sleep Train Amphitheatre                  |
| 19 giugno 2007    | San Francisco     | Stati Uniti     | Shoreline Amphitheatre                    |
| 22 giugno 2007    | Irvine            | Stati Uniti     | Verizon Wireless Amphitheatre             |
| 23 giugno 2007    | Irvine            | Stati Uniti     | Verizon Wireless Amphitheatre             |
| 26 giugno 2007    | Santa Barbara     | Stati Uniti     | Santa Barbara Bowl                        |
| 27 giugno 2007    | Santa Barbara     | Stati Uniti     | Santa Barbara Bowl                        |
| 29 giugno 2007    | Reno              | Stati Uniti     | Reno Events Center                        |
| 30 giugno 2007    | Las Vegas         | Stati Uniti     | MGM Grand Garden Arena                    |
| 13 luglio 2007    | Monterrey         | Messico         | Arena Monterrey                           |
| 15 luglio 2007    | Città del Messico | Messico         | Palacio de los Deportes                   |
| 18 luglio 2007    | San Juan          | Porto Rico      | José Miguel Agrelot Coliseum              |
| Sud America       |                   |                 |                                           |
| 21 luglio 2007    | Bogotà            | Colombia        | Simon Bolivar Park                        |
| Oceania           |                   |                 |                                           |
| 26 luglio 2007    | Auckland          | Nuova Zelanda   | Vector Arena                              |
| 28 luglio 2007    | Brisbane          | Australia       | Brisbane Entertainment Centre             |
| 30 luglio 2007    | Sydney            | Australia       | Acer Arena                                |
| 31 luglio 2007    | Sydney            | Australia       | Acer Arena                                |
| 2 agosto 2007     | Melbourne         | Australia       | Rod Laver Arena                           |
| 3 agosto 2007     | Melbourne         | Australia       | Rod Laver Arena                           |
| 5 agosto 2007     | Adelaide          | Australia       | Adelaide Entertainment Centre             |
| 7 agosto 2007     | Perth             | Australia       | Burswood Dome                             |
| Asia              |                   |                 |                                           |
| 11 agosto 2007    | Tokyo             | Giappone        | Chiba Marine Stadium                      |
| 12 agosto 2007    | Osaka             | Giappone        | Maishima Arena                            |
| 14 agosto 2007    | Singapore         | Singapore       | Singapore Indoor Stadium                  |
| 16 agosto 2007    | Hong Kong         | Hong Kong       | AsiaWorld Arena                           |
| 19 agosto 2007    | Bangkok           | Thailandia      | Impact Arena                              |
| 21 agosto 2007    | Kuala Lumpur      | Malaysia        | Putra Indoor Stadium                      |
| Nord America      |                   |                 |                                           |
| 24 agosto 2007    | Honolulu          | Stati Uniti     | Neal S. Blaisdell Arena                   |
| 25 agosto 2007    | Honolulu          | Stati Uniti     | Neal S. Blaisdell Arena                   |
| Europa            |                   |                 |                                           |
| 10 settembre 2007 | Amburgo           | Germania        | Color Line Arena                          |
| 12 settembre 2007 | Monaco di Baviera | Germania        | Zenith                                    |
| 14 settembre 2007 | Berlino           | Germania        | Velodromo di Berlino                      |
| 15 settembre 2007 | Colonia           | Germania        | Kölnarena                                 |
| 17 settembre 2007 | Parigi            | Francia         | Palais Omnisports de Paris-Bercy          |
| 18 settembre 2007 | Rotterdam         | Paesi Bassi     | The Ahoy                                  |
| 20 settembre 2007 | Glasgow           | Regno Unito     | Scottish Exhibition and Conference Centre |
| 22 settembre 2007 | Manchester        | Regno Unito     | Manchester Evening News Arena             |
| 23 settembre 2007 | Newcastle         | Regno Unito     | Metro Radio Arena                         |
| 25 settembre 2007 | Birmingham        | Regno Unito     | National Indoor Arena                     |
| 26 settembre 2007 | Cardiff           | Regno Unito     | Cardiff International Arena               |
| 28 settembre 2007 | Londra            | Regno Unito     | Wembley Arena                             |
| 29 settembre 2007 | Londra            | Regno Unito     | Wembley Arena                             |
| 1º ottobre 2007   | Belfast           | Regno Unito     | Odyssey Arena                             |
| 2 ottobre 2007    | Dublino           | Irlanda         | RDS Simmons Court                         |
| 4 ottobre 2007    | Anversa           | Belgio          | Sportpaleis                               |
| 6 ottobre 2007    | Zurigo            | Svizzera        | Hallenstadion                             |
| 7 ottobre 2007    | Esch-sur-Alzette  | Lussemburgo     | Rockhal                                   |
| 9 ottobre 2007    | Oslo              | Norvegia        | Oslo Spektrum                             |
| 10 ottobre 2007   | Stoccolma         | Svezia          | Stockholm Globe Arena                     |
| 12 ottobre 2007   | Helsinki          | Finlandia       | Hartwall Areena                           |
| 14 ottobre 2007   | Copenaghen        | Danimarca       | Forum Copenhagen                          |
| 16 ottobre 2007   | Milano            | Italia          | Datch Forum di Assago                     |
| 17 ottobre 2007   | Vienna            | Austria         | Wiener Stadthalle                         |
| 19 ottobre 2007   | Budapest          | Ungheria        | Budapest Sports Arena                     |
| 20 ottobre 2007   | Praga             | Repubblica Ceca | Sazka Arena                               |
| Nord America      |                   |                 |                                           |
| 26 ottobre 2007   | Las Vegas         | Stati Uniti     | Pearl Concert Theater                     |
| 27 ottobre 2007   | Anaheim           | Stati Uniti     | Honda Center                              |
| 29 ottobre 2007   | Tucson            | Stati Uniti     | AVA Amphitheater                          |
| 30 ottobre 2007   | San Diego         | Stati Uniti     | Cox Arena at Aztec Bowl                   |
| 1º novembre 2007  | Stockton          | Stati Uniti     | Stockton Arena                            |
| 2 novembre 2007   | Oakland           | Stati Uniti     | Oracle Arena                              |
| 3 novembre 2007   | Santa Barbara     | Stati Uniti     | Santa Barbara Bowl                        |